# Petrobia xerophila
Petrobia xerophila är en spindeldjursart som beskrevs av P. Mitrofanov 1975. Petrobia xerophila ingår i släktet Petrobia och familjen Tetranychidae. Inga underarter finns listade i Catalogue of Life.